# Óxido nítrico sintase
Óxido nítrico sintases (EC number: 1.14.13.39) (NOSs) são uma família de enzimas que catalisam a produção de óxido nítrico (NO) a partir da L-arginina. NO é uma importante molécula de sinalização celular. Ajudam a modular o tônus vascular, a secreção da insulina, o tom das vias aéreas e o peristaltismo, e estão envolvidas na angiogênese e no desenvolvimento neural. Podem funcionar como um neurotransmissor retrógrado. Óxido nítrico é mediado em mamíferos pelo cálcio-calmodulina controlado pelas isoenzimas eNOS (NOS endotelial) e nNOS (NOSneuronal). A isoforma indutível, iNOS, está envolvida na resposta imune, liga a calmodulina em concentrações fisiologicamente relevantes e produz NO como um mecanismo de defesa imunológico, devido ao NO ser um radical livre com um elétron não emparelhado.
NOS catalisa a reação:
- 2 L-arginina + 3 NADPH +  1 H+ + 4 O2 {\displaystyle \rightleftharpoons } 2 citrulina +2  óxido nítrico + 4 H2O + 3 NADP+

As isoformas da NOS catalisam outros fluxos e reações secundárias, como a produção de superóxido em detrimento do NADPH. Como tal, esta estequiometria não é geralmente observada, e reflete os três elétrons fornecidos por NO pelo NADPH.
Os NOSs são incomuns, pois requerem cinco cofatores. As isozimas NOS eucarióticas são cataliticamente auto-suficientes. O fluxo de elétrons na reação da NO sintase é: NADPH → FAD → FMN → hemo → O2. A tetra-hidrobiopterina fornece um elétron adicional durante o ciclo catalítico que é substituído durante a renovação. NOS é a única enzima conhecida que se liga ao dinucleótido de flavina e adenina (FAD), mononucleótido de flavina (FMN), hemo, tetra-hidrobiopterina (BH4) e calmodulina.
Nome: Oxido nítrico sintase (NADPH)
Reação: 2 L-arginina + 3 NADPH + 3 H+ + 4 O2 = 2 L-citrulina + 2 óxido nítrico + 3 NADP+ + 4 H2O (reação geral)
(1a) 2 L-arginina + 2 NADPH + 2 H+ + 2 O2 = 2 Nω-hidroxi-L-arginina + 2 NADP+ + 2 H2O
(1b) 2 Nω-hidroxi-L-arginina + NADPH + H+ + 2 O2 = 2 L-citrulina + 2 óxido nítrico + NADP+ + 2 H2O
Glossario: óxido nitrico = ON = óxido de nitrogênio (II)
Outro (s) nome (s): NOS (nome do gene); óxido nítrico sintetase; enzima formadora de fator de relaxamento derivado do endotélio; fator de relaxamento derivado do endotélio sintase; NO sintase; NADPH-diaforase.
Nome sistemático: L-arginina, NADPH: oxidoredutase de oxigênio (formação de óxido nítrico)
Links para banco de dados: BRENDA, EXPASY, KEGG, MetaCyc, PDB, CAS registry number: 125978-95-2
A enzima consiste em domínios ligados à oxigenase e redutase. A enzima eucariótica se liga ao FAD, FMN, heme (protoporfirina de ferro IX) e tetra-hidrobiopterina, e seus dois domínios estão ligados por meio de um domínio regulador de ligação à calmodulina. Após a ligação da calmodulina induzida pelo cálcio, os domínios redutase e oxigenase formam um complexo, permitindo que os elétrons fluam do NADPH via FAD e FMN para o centro ativo. O domínio redutase da enzima da bactéria Sorangium cellulosum utiliza um cluster [2Fe-2S] para transferir os elétrons do NADPH para o centro ativo.
A enzima NO-sintase catalisa a reação de síntese do NO resultante da oxidação de um dos dois nitrogênios guanidino da L-arginina, que é convertida em L-citrulina.
Uma variedade de isoformas de NOS tem sido purificada em diferentes tecidos de mamíferos e muitas já tiveram seus genes clonados. Estudos bioquímicos e análise seqüencial de aminoácidos revelaram que estas isoformas representam uma família de proteínas e, aparentemente, são produtos de três genes distintos. Assim, as isoformas da NOS são agrupadas em duas categorias, a NOS constitutiva (c-NOS), dependente de íons cálcio (Ca++) e de calmodulina, que está envolvida na sinalização celular, e a NOS induzível (i-NOS), produzida por macrófagos e outras células ativadas por citocinas.
A isoforma I ou óxido nítrico-sintase neuronal (nNOS) é uma NOS constitutiva, presente em neurônios, células epiteliais, SNC e SNPperiférico, sistema NANC, mácula densa do rim, medula adrenal, músculo esquelético, órgão sexual masculino, células b pancreática e outros. É cálcio-calmodulina dependente e regula a transmissão sináptica no SNC; atua na regulação central da pressão sangüínea, no relaxamento do músculo liso e na vasodilatação via nervos periféricos. Também regula o fluxo sangüíneo cerebral local e está envolvida na formação da memória.
A isoforma II ou óxido nítrico-sintase induzida (iNOS) é uma NOS induzida por citocinas e lipopolissacarídeos, no endotélio e musculatura lisa vascular. Não é regulada por cálcio. Produz grande quantidade de NO que tem efeito citostático por inibição de enzimas contendo ferro, também causando fragmentação de DNA. Atua em parasitas e células tumorais.
A isoforma III ou óxido nítrico-sintase endotelial (eNOS) é uma NOS constitutiva e produz NO em endotélio vascular sob condições basais, mas a força de cisalhamento produzida pelo fluxo sangüíneo pode incrementar sua produção. O NO liberado no lúmem vascular é um potente inibidor de adesão e agregação plaquetária na parede vascular e também inibe a adesão de leucócitos ao endotélio vascular, inibe a síntese de DNA, mitogênese e a proliferação de células da musculatura lisa vascular e, também é responsável pela regulação da pressão sangüínea e contratilidade do músculo cardíaco. Sua expressão é restrita a células endoteliais vasculares, embora existam relatos da sua localização no hipocampo, sendo sua expressão em humanos significantemente suprimida pela hipóxia
O NO é sintetizado pela ativação da cNOS basal (em células endoteliais vasculares e neurônios) segundos a minutos após o aumento na concentração de cálcio em resposta à ativação de receptores da superfície celular e mecanismos de transdução de sinal. Sua síntese não é afetada pela administração de glicocorticóides. A cNOS apresenta forma monomérica, é cálcio-calmodulina dependente e tem peso molecular de 133 kd. É expressa continuamente na ausência de agentes indutores, com síntese basal de concentração picomolar.
Ao contrário, a iNOS não depende de cálcio para ativação, mas a síntese de mRNA da iNOS é necessária para sua atividade. A NOS induzida não é detectável em condições basais. LPS ou endotoxinas bacterianas, junto com citocinas, como TNFa , IL-1b ou IF-g , induzem a síntese de iNOS, de 2 a 4 horas após a exposição ao agente. A iNOS requer síntese protéica para sua expressão e sua atividade persiste por mais de 24 horas. É encontrada sob forma de monômero e tetrâmero com peso molecular de 130 kd.
A indução de iNOS pode ser suprimida por TGBb , IL-4, IL-10 sozinhos ou sinergicamente com macrófagos, por IL-8 e por glicocorticóides, que inibem a indução, mas não a atividade das enzimas já induzidas.
Segundo DAVIES e col. (1995), após a indução, iNOS é ativa por 20 horas e sintetiza NO em concentrações nanomolares, 1000 vezes maior que cNOS. A indução da iNOS é responsável pelas propriedades citotóxicas do NO.
O NO é formado na parede vascular tanto pela cNOS como pela iNOS. A quantidade de NO produzida pode determinar se ele é protetório ou tóxico. Embora pequenas quantidades sejam necessárias para a homeostasia, grandes quantidades, como aquelas produzidas na ativação da iNOS são citotóxicas. Porém, a produção de grandes quantidades de NO pode ser importante na defesa contra invasores celulares, tumores celulares e ainda em lesões vasculares com perda endotelial.
A expressão da iNOS é o resultado de uma resposta inflamatória localizada ou difusa resultante de uma infecção ou dano tecidual. Assim, onde a resposta inflamatória é parte de uma resposta adaptativa (isto é, infecção ou sepse), a expressão de iNOS é benéfica; quando a expressão da iNOS é parte da inflamação anormal (não adaptativa), a expressão de iNOS pode ser nociva (isto é, doença autoimune). Do lado benéfico, a expressão da iNOS resulta em inibição do crescimento de patógenos microbianos. A expressão de iNOS também parece proteger tecidos de danos em resposta inflamatória aguda sistêmica, também chamada de sepse. A vasodilatação resultante da expressão de iNOS em vasos sangüíneos maximiza a perfusão tecidual em sepse, embora, se excessiva, a pressão sangüínea possa tornar-se perigosamente baixa. A expressão de iNOS em endotoxemia é citoprotetória, inibindo microtrombose pela prevenção de adesão plaquetária e danos mediados por radicais. Os efeitos benéficos da expressão da iNOS podem ser vistos tanto em infecções localizadas quanto em conseqüências sistêmicas da infecção. O oposto tem sido relatado em respostas inflamatórias crônicas localizadas. A síntese de NO dependente de iNOS por macrófagos no espaço subendotelial e o potencial para sua inibição por lipoproteínas de baixa densidade podem ter um impacto na patogênese dos vasos sangüíneos ateroscleróticos.
A inibição da atividade da iNOS durante sepse pode aumentar a pressão arterial, mas a inibição da cNOS endotelial pode acentuar a agregação plaquetária e aderência de leucócitos ao endotélio resultando em trombose e dano a tecido normal.

## Distribuição por espécies
A síntese de NO derivada da arginina foi identificada em mamíferos, peixes, aves, invertebrados e bactérias. Os mais estudados são os mamíferos, onde três genes distintos codificam isozimas de NOS: neuronal (nNOS ou NOS-1), citocina-induzível (iNOS ou NOS-2) e endotelial (eNOS ou NOS-3). iNOS e nNOS são solúveis e encontradas predominantemente no citosol, enquanto o eNOS está associado à membrana. Foram encontradas evidências de sinalização de NO nas plantas, mas os genomas das plantas são desprovidos de homólogos da superfamília que gerem NO em outros reinos.

## Funções
Em mamíferos, a isoforma endotelial é o gerador primário de sinal no controle do tônus vascular, secreção de insulina e tônus das vias aéreas, está envolvido na regulação da função cardíaca e na angiogênese (crescimento de novos vasos sanguíneos). NO produzido por eNOS tem demonstrado ser um vasodilatador idêntico ao fator relaxante derivado do endotélio produzido em resposta ao cisalhamento devido ao aumento do fluxo sanguíneo nas artérias. Isso dilata os vasos sanguíneos relaxando o músculo liso em seus revestimentos. eNOS é o principal controlador do tônus muscular liso. NO ativa guanilato ciclase, a qual induz relaxamento muscular suave por:
- Aumento do cGMP intracelular, que inibe a entrada de cálcio na célula e diminui as concentrações de cálcio intracelular
- Ativação de canais de K+, o que leva à hiperpolarização e relaxamento
- Estimula uma proteína quinase dependente de cGMP que ativa a fosfatase da cadeia leve da miosina, a enzima que desfosforila as cadeias leves da miosina, o que leva ao relaxamento muscular suave.

eNOS desempenha um papel crítico no desenvolvimento do coração embrionário e na morfogênese das artérias coronárias e das válvulas cardíacas.
A isoforma neuronal está envolvida no desenvolvimento do sistema nervoso. Funciona como um neurotransmissor retrógrado importante na potenciação a longo prazo e, portanto, provavelmente é importante na memória e na aprendizagem. nNOS tem muitas outras funções fisiológicas, incluindo regulação da função cardíaca e peristaltismo e excitação sexual em homens e mulheres. Uma forma de emenda alternada de nNOS é uma proteína muscular importante que produz sinais em resposta à liberação de cálcio do SR. nNOS no coração protege contra arritmia cardíaca induzida por infarto do miocárdio.
O receptor primário para NO produzido por eNOS e nNOS é guanilato ciclase solúvel, mas muitos alvos secundários foram identificados. S-nitrosilação parece ser um importante modo de ação.
A isoforma induzível iNOS produz grandes quantidades de NO como mecanismo de defesa. É sintetizado por muitos tipos de células em resposta à citocinas e é um fator importante na resposta do organismo ao ataque de parasitas, infecção bacteriana e crescimento de tumores. É também a causa do choque séptico e pode desempenhar um papel em muitas doenças com etiologia autoimune.
A sinalização NOS está envolvida no desenvolvimento e na fertilidade em vertebrados. Está implicada em transições entre estados vegetativos e reprodutivos em invertebrados e na diferenciação que leva à formação de esporos em fungos. O NO produzido pela NOS bacteriana é protetor contra danos oxidativos.

## Classificação
Diferentes membros da família NOS são codificados por genes separados. Existem três isoformas conhecidas em mamíferos, duas são constitutivas (cNOS) e a terceira é induzível (iNOS). A clonagem das enzimas NOS indica que cNOS inclui constitutivo cerebral (NOS1) e constitutivo endotelial (NOS3); o terceiro é o gene induzível (NOS2). Recentemente, a atividade NOS foi demonstrada em várias espécies bacterianas, incluindo os notórios patógenos Bacillus anthracis e Staphylococcus aureus.
As diferentes formas de NO sintase foram classificadas da seguinte forma:
| Nome                                              | Gene(s)              | Localização                                    | Função                                                              |
| NOS Neuronal (nNOS ou NOS1)                       | NOS1 (Cromossomo 12) | - tecido nervoso - músculo esquelético tipo II | - múltiplas funções (veja abaixo)                                   |
| NOS induzível (iNOS ou NOS2) Insensível ao cálcio | NOS2 (Cromossomo 17) | - sistema imunológico - sistema cardiovascular | - defesa imune contra patógenos                                     |
| NOS endotelial (eNOS ou NOS3 ou cNOS)             | NOS3 (Cromossomo 7)  | - endotélio                                    | - vasodilatação                                                     |
| NOS bacterial (bNOS)                              | múltipla             | - várias bactérias Gram-positivas              | - defensa contra stress oxidativo, antibióticos, ataque imunológico |

### nNOS
NOS (nNOS) neuronal produz NO no tecido nervoso em ambos os sistemas nervosos, central e periférico. Suas funções incluem:
- Plasticidade sináptica no sistema nervoso central (SNC)
- Relaxamento muscular suave
- Regulação central da pressão arterial
- Vasodilatação via nervos nitrérgicos periféricos

NOS neuronal também desempenha um papel na comunicação celular e está associada às membranas plasmáticas. A ação nNOS pode ser inibida por NPA (N-propil-L-arginina). Esta forma da enzima é especificamente inibida por 7-nitroindazol.
A localização subcelular da nNOS no músculo esquelético é mediada pela ancoragem da nNOS à distrofina. nNOS contém um domínio N-terminal adicional, o domínio PDZ.
O gene que codifica para nNOS está localizado no Cromossomo 12.

### iNOS
Em oposição à regulação crítica dependente de cálcio de enzimas NOS constitutivas (nNOS e eNOS), iNOS tem sido descrita como insensível ao cálcio, provavelmente devido à sua forte interação não covalente com a calmodulina (CaM) e Ca2+. O gene que codifica para iNOS está localizado no Cromossomo 17. Embora a evidência da "linha de base" da expressão de iNOS tem sido evasiva, a ativação dependente de IRF1 e NF-κB do promotor indutível NOS suporta uma estimulação mediada por inflamação deste transcrito. iNOS produz grandes quantidades de NO mediante estímulo, como por citocinas inflamatória (e.g. interleucina 1, fator de necrose tumoral alfa e interferon gama).
A indução do iNOS de alto rendimento geralmente ocorre em um ambiente oxidativo e, portanto, altos níveis de NO têm a oportunidade de reagir com superóxido, levando à formação de peroxinitrito e toxicidade celular. Essas propriedades podem definir os papéis da iNOS na imunidade do hospedeiro, permitindo sua participação em atividades antimicrobianas e antitumorais como parte da explosão oxidativa dos macrófagos.
Tem sido sugerido que a geração patológica de óxido nítrico através do aumento da produção de iNOS pode diminuir as batimentos ciliares tubárias e as contrações dos músculos lisos e, portanto, afetar o transporte embrionário, o que pode resultar em gravidez ectópica.

### eNOS
NOS endotelial (eNOS), também conhecida como óxido nítrico sintase 3 (NOS3), produz NO nos vasos sanguíneos e está envolvida na regulação da função vascular. O gene que codifica o eNOS está localizado no Cromossomo 7. Uma NOS constitutiva dependente de Ca2+ fornece uma liberação basal de NO. O eNOS está associado às "cavéolas", um componente das membranas plasmáticas que circundam as células e às membranas dos corpos de Golgi nas células. A localização da eNOS nas membranas endoteliais é mediada por miristoilação cotranslacional do terminal N e palmitoilação pós-traducional.

### bNOS
A NOS bacteriana (bNOS) demonstrou proteger as bactérias contra o estresse oxidativo, antibióticos diversos e resposta imune do hospedeiro. O bNOS desempenha um papel fundamental na transcrição de superóxido dismutase (SodA). As bactérias no final da fase logarítmica que não possuem bNOS não conseguem regular positivamente o SodA, o que desativa as defesas contra o estresse oxidativo prejudicial. Inicialmente, a bNOS pode estar presente para preparar a célula para condições estressantes, mas agora parece ajudar a proteger a bactéria contra antimicrobianos convencionais. Como aplicação clínica, um inibidor da bNOS pode ser produzido para diminuir a carga de bactérias Gram-positivas.

## Reação química
Óxido nítrico sintase produz NO catalisando uma oxidação de cinco elétrons de um nitrogênio guanidino de L-arginina (L-Arg). A oxidação de L-Arg a L-citrulina ocorre via duas reações de monooxigenação sucessivas produzindo Nω-hidroxi-L-arginina (NOHLA) como um intermediário. 2 mol de O2 e 1.5 mol de NADPH são consumidos por mol de NO formado.

## Estrutura
As enzimas existem como homodímeros. Nos eucariotos, cada monômero consiste em duas regiões principais: um domínio oxigenase terminal N, que pertence à classe das proteínas heme-tiolato e a uma redutase de terminal C de múltiplos domínios, que é homólogo de NADPH:citocromo P450 redutase (EC 1.6.2.4) e outras flavoproteínas.  O domínio de ligação a FMN é homólogo às flavodoxinas e o fragmento de dois domínios contendo os locais de ligação ao FAD e ao NADPH é homólogo às redutases da flavodoxina-NADPH. O ligador inter-domínio entre os domínios oxigenase e redutase contém uma sequência de ligação à calmodulina. O domínio da oxigenase é uma gaiola de folha beta estendida exclusiva com locais de ligação para heme e pterina.  NOSs podem ser diméricas, dependente de calmodulina ou hemoproteína do tipo citocromo p450, contendo calmodulina, que combina os domínios catalíticos da redutase e da oxigenase em um dímero, carrega o dinucleotídeo de flavina-adenina (FAD) e o mononucleotídeo de flavina (FMN) e oxidação que remove um elétron em 5' da arginina de aminoácidos não aromáticos com a ajuda de tetra-hidrobiopterina.
Todas as três isoformas (presume-se que cada um deles funcione como um homodímero durante a ativação) compartilham um domínio de carboxil-terminal redutase homólogo ao citocrome P450 redutase. Elas também compartilham um domínio oxigenase de terminal amino contendo um grupo protético heme, que está ligado no meio da proteína a um domínio de ligação calmodulina.  A ligação da calmodulina parece atuar como um "interruptor molecular" para permitir o fluxo dos elétrons dos grupos protéticos da flavina no domínio da redutase para o heme. Isso facilita a conversão de O2 e L-arginina a NO e L-citrulina.  O domínio da oxigenase de cada isoforma NOS também contém um grupo protético BH4, o qual é necessário para a geração eficiente de NO.  Ao contrário de outras enzimas onde BH4 é usado como fonte de equivalentes redutores e é reciclado por diidrobiopterina redutase (EC 1.5.1.33), BH4 ativa ligação heme O2 doando um único elétron, que é então recapturado para permitir a liberação de óxido nítrico.
A primeira óxido nítrico sintase a ser identificada foi encontrada no tecido neuronal (NOS1 ou nNOS); o NOS endotelial (eNOS ou NOS3) foi o terceiro a ser identificado. Eles foram originalmente classificados como "constitutivamente expressos" e "sensíveis ao Ca2+", mas agora é sabido que eles estão presentes em muitos tipos diferentes de células e que a expressão é regulada sob condições fisiológicas específicas.
Nas NOS1 e NOS3, as concentrações fisiológicas de Ca2+ nas células regulam a ligação da calmodulina aos "domínios de trava", iniciando assim a transferência de elétrons das flavinas para as porções heme. Por outro lado, a calmodulina permanece fortemente ligada à isoforma induzível e não sensível a Ca2+ (iNOS ou NOS2), mesmo com baixa atividade intracelular de Ca2+, atuando essencialmente como uma subunidade dessa isoforma.
O próprio óxido nítrico pode regular a expressão e a atividade da NOS. Especificamente, o NO tem demonstrado desempenhar um importante papel regulador da realimentação negativa no NOS3 e, portanto, na função das células endoteliais vasculares.  Este processo, conhecido formalmente como nitrosação S (e referido por muitos no campo como nitrosilação S), demonstrou inibir reversivelmente a atividade da NOS3 em células endoteliais vasculares.  Esse processo pode ser importante porque é regulado por condições redox celulares e, portanto, pode fornecer um mecanismo para a associação entre "estresse oxidativo" e disfunção endotelial.  Além do NOS3, o NOS1 e o NOS2 foram nitrosados S, mas a evidência para a regulação dinâmica dessas isoformas da NOS por esse processo é menos completa. Além disso, tem sido demonstrado que NOS1 e NOS2 formam complexos ferroso-nitrosil em seus grupos protéticos heme que podem atuar parcialmente para auto-inativar essas enzimas sob certas condições.  A etapa de limitação da taxa para a produção de óxido nítrico pode muito bem ser a disponibilidade de L-arginina em alguns tipos de células. Isso pode ser particularmente importante após a inibição de NOS2.

## Inibidores
Ronopterina (VAS-203), também conhecida como 4-amino-tetraidrobiopterina (4-ABH4), um análogo de BH4 (um cofator de NOS), é um inibidor de NOS que está em desenvolvimento como um agente neuroprotetivo para o tratamento de lesão cerebral traumática. Outros inibidores de NOS que foram ou estão sendo pesquisados para possível uso clínico incluem cindunistat, A-84643, ONO-1714, L-NOARG, NCX-456, VAS-2381, GW-273629, NXN-462, CKD-712, KD-7040, e guanidinoetildissulfeto, entre outros.